# Montenegro op de Olympische Zomerspelen 2016
Montenegro nam deel aan de Olympische Zomerspelen 2016 in Rio de Janeiro, Brazilië. 34 atleten in zeven verschillende sporten deden mee, evenveel als in 2012. Handballer Bojana Popović droeg de Montenegrijnse vlag tijdens de openingsceremonie. Montenegro slaagde er niet in haar tweede olympische medaille ooit te winnen. De waterpoloërs kwamen het dichtstbij: zij verloren in de bronzen finale van Italië. Ook bij de twee eerdere deelnames van Montenegro aan de Spelen verloor het waterpolo-elftal de wedstrijd om het brons.

## Deelnemers en resultaten
(m) = mannen, (v) = vrouwen, (g) = gemengd

### Atletiek
| Olympiër          | Discipline       | Resultaat | Prestatie         |
| ----------------- | ---------------- | --------- | ----------------- |
| Danijel Furtula   | discuswerpen (m) | NM        | kwalificaties: NM |
|                   |                  |           |                   |
| Slađana Perunović | marathon (v)     | DNF       | DNF               |

### Handbal
| Olympiër | Onderdeel | Resultaat | Prestatie |
| --- | --------- | --------- | --- |
| Bojana Popović VO Marina Vukčević Radmila Miljanić-Petrović Jovanka Radičević Djurdjina Jauković Anđela Bulatović Andrea Klikovac Sonja Barjaktarović Katarina Bulatović Ema Ramusović Majda Mehmedović Biljana Pavićević Milena Knežević Suzana Lazović | vrouwen   | 11e       | grpep A: 6de V van Spanje: 19-25 V van Angola: 25-27 V van Roemenië: 21-25 V van Noorwegen: 19-28 V van Brazilië: 23-29 |

| № | Land       | Wedstrijden | Wedstrijden | Wedstrijden | Wedstrijden | Doelpunten | Doelpunten | Doelpunten | Punten |
| - | ---------- | ----------- | ----------- | ----------- | ----------- | ---------- | ---------- | ---------- | ------ |
| № | Land       | G           | W           | G           | V           | V          | T          | Saldo      | Punten |
| 1 | Brazilië   | 5           | 4           | 0           | 1           | 138        | 107        | +31        | 8      |
| 2 | Noorwegen  | 5           | 4           | 0           | 1           | 141        | 121        | +20        | 8      |
| 3 | Spanje     | 5           | 3           | 0           | 2           | 125        | 116        | +9         | 6      |
| 4 | Angola     | 5           | 2           | 0           | 3           | 116        | 128        | –8         | 4      |
| 5 | Roemenië   | 5           | 2           | 0           | 2           | 108        | 119        | –12        | 4      |
| 6 | Montenegro | 5           | 0           | 0           | 5           | 107        | 134        | –27        | 0      |

| Ronde       | Datum | Lokale tijd | MEZT           | Plaats     | Land  | Score      | Land |
| ----------- | ----- | ----------- | -------------- | ---------- | ----- | ---------- | ---- |
| Groepsfase  |       |             |                |            |       |            |      |
| 6 augustus  | 16:40 | 21:40       | Rio de Janeiro | Montenegro | 19–25 | Spanje     |      |
| 8 augustus  | 21:50 | 02:50       | Rio de Janeiro | Angola     | 27–25 | Montenegro |      |
| 10 augustus | 11:30 | 16:30       | Rio de Janeiro | Roemenië   | 25–21 | Montenegro |      |
| 12 augustus | 16:40 | 21:40       | Rio de Janeiro | Montenegro | 19–28 | Noorwegen  |      |
| 14 augustus | 09:30 | 14:30       | Rio de Janeiro | Montenegro | 23–29 | Brazilië   |      |

### Judo
| Olympiër         | Discipline | Resultaat | Prestatie                                            |
| ---------------- | ---------- | --------- | ---------------------------------------------------- |
| Srđan Mrvaljević | –81kg (m)  | 17e       | 1ste ronde: vrij 2de ronde: V van MDA Duminică: yuko |

### Tennis
| Olympiër      | Discipline    | Resultaat | Prestatie                            |
| ------------- | ------------- | --------- | ------------------------------------ |
| Danka Kovinić | enkelspel (v) | 33e       | 1ste ronde: V van USA Keys: 3–6, 3–6 |

### Waterpolo
| Olympiër | Onderdeel | Resultaat | Prestatie |
| --- | --------- | --------- | --- |
| Zdravko Radić Draško Brguljan Vjekoslav Pasković Antonio Petrović Darko Brguljan Aleksandar Radović Mlađan Janović Uroš Čučković Aleksandar Ivović Saša Mišić Filip Klikovac Predrag Jokić A VS Miloš Šćepanović | mannen    | 4e        | groep B: 4de W van Frankrijk: 7-4 V van Kroatië: 7-8 V van Italië: 5-6 W van Verenigde Staten: 8-5 G van Spanje: 9-9 kwartfinale: W van Hongarije: 4-2 halve finale: V van Kroatië: 8-12 bronzen finale: V van Italië: 10-12 |

| Groep B |                  |             |             |             |            |            |            |            |        |
| #       | Land             | Wedstrijden | Wedstrijden | Wedstrijden | Doelpunten | Doelpunten | Doelpunten | Doelpunten | Punten |
| #       | Land             | G           | W           | G           | V          | V          | T          | Saldo      | Punten |
| 1       | Spanje           | 5           | 3           | 1           | 1          | 46         | 35         | +11        | 7      |
| 2       | Kroatië          | 5           | 3           | 0           | 2          | 37         | 37         | 0          | 6      |
| 3       | Italië           | 5           | 3           | 0           | 2          | 40         | 41         | –1         | 6      |
| 4       | Montenegro       | 5           | 2           | 1           | 2          | 36         | 32         | +4         | 5      |
| 5       | Verenigde Staten | 5           | 2           | 0           | 3          | 35         | 35         | 0          | 4      |
| 6       | Frankrijk        | 5           | 1           | 0           | 4          | 28         | 42         | –14        | 0      |

| Ronde          | Datum       | Lokale tijd | MEZT           | Plaats           | Land       | Score          | Land       |
| -------------- | ----------- | ----------- | -------------- | ---------------- | ---------- | -------------- | ---------- |
| Groepsfase     |             |             |                |                  |            |                |            |
| 6 augustus     | 19:30       | 00:30       | Rio de Janeiro | Frankrijk        | 4–7        | Montenegro     |            |
| 8 augustus     | 20:50       | 01:50       | Rio de Janeiro | Kroatië          | 8–7        | Montenegro     |            |
| 10 augustus    | 13:00       | 18:00       | Rio de Janeiro | Montenegro       | 5–6        | Italië         |            |
| 12 augustus    | 11:40       | 16:40       | Rio de Janeiro | Verenigde Staten | 5–8        | Montenegro     |            |
| 14 augustus    | 12:50       | 17:50       | Rio de Janeiro | Montenegro       | 9–9        | Spanje         |            |
| Kwartfinale    | 16 augustus | 11:00       | Rio de Janeiro | 16:00            | Hongarije  | 9–9 (2–4 n.s.) | Montenegro |
| Halve finale   | 18 augustus | 12:20       | Rio de Janeiro | 17:20            | Montenegro | 8–12           | Kroatië    |
| Bronzen finale | 20 augustus | 13:00       | Rio de Janeiro | 18:00            | Montenegro | 10–12          | Italië     |

### Zeilen
| Olympiër      | Discipline | Resultaat | Prestatie                                   |
| ------------- | ---------- | --------- | ------------------------------------------- |
| Milivoj Dukić | Laser (m)  | 29e       | 232 punten: (12-26-35-24-33-19-32-24-33-29) |

### Zwemmen
| Olympiër      | Discipline          | Resultaat | Prestatie             |
| ------------- | ------------------- | --------- | --------------------- |
| Maksim Inić   | 50m vrije slag (m)  | 51e       | serie 5: 3de in 23,88 |
|               |                     |           |                       |
| Jovana Terzić | 100m vrije slag (v) | 42e       | serie 1: 4de in 59,59 |